# Apache OpenOffice
Apache OpenOffice je brezplačni pisarniški programski paket v 41 jezikih za operacijske sisteme Windows, macOS in Linux. Najnovejša verzija, 4.1.7, je izšla 21. septembra 2019 in ima poleg običajnih programerskih popravkov tudi nov angleško-angleški slovar.